# Pyrgocythara plicosa
Pyrgocythara plicosa är en snäckart som först beskrevs av C. B. Adams 1850.  Pyrgocythara plicosa ingår i släktet Pyrgocythara och familjen kägelsnäckor. Inga underarter finns listade i Catalogue of Life.